# Vigilancia tecnológica
La vigilancia tecnológica es un proceso organizado, selectivo y permanente, de captar información del exterior y de la propia organización sobre ciencia y tecnología, seleccionarla, analizarla, difundirla y comunicarla, para convertirla en conocimiento para tomar decisiones con menor riesgo y poder anticiparse a los cambios. 
Lo cual corresponde a la definición formal, según viene recogida en el texto de la norma UNE 166006:2011 Gestión de la I+D+i (Sistema de vigilancia tecnológica).
La Vigilancia Tecnológica (VT), se enfoca en captar, analizar y difundir información de diversa índole—económica, tecnológica, política, con el fin de identificar oportunidades y amenazas provenientes del entorno, que puedan incidir en el futuro de una organización.

## Historia
La vigilancia tecnológica ha existido por más de un siglo, pero se desarrolló especialmente a partir de la Segunda Guerra Mundial, porque el gobierno estadounidense empezó a detectar la tendencia de avances tecnológicos relacionados al área militar después de la guerra. En 1945, la Fuerza Aérea de los Estados Unidos creó un informe llamado Hacia Nuevos Horizontes (Toward New Horizons), que estudiaba el desarrollo de la tecnología y discutía la importancia de estudios futuros. El informe es una indicación del inicio de la vigilancia tecnológica moderna.En las décadas de 1950 y 1960, la corporación RAND desarrolló el Método Delphi, la cual fue ampliamente aceptada y usada para la evaluación inteligente sobre el futuro. Las aplicaciones del Método Delphi suponen un punto de inflexión en la historia de la vigilancia tecnológica, porque supuso una herramienta eficiente para la construcción de conocimiento y la toma de decisiones, especialmente para temas relacionados con políticas sociales y salud pública.
En la década de 1970, tanto el sector privado como agencias gubernamentales externas al ejército, adoptaron ampliamente la vigilancia tecnológica, lo que ayudó a diversificar los usuarios y aplicaciones. Al igual que los desarrollos de la tecnología de computación, el software y hardware avanzado facilitaron el proceso de ordenación y análisis de datos. El desarrollo de Internet y las redes también es beneficioso para el acceso a los datos y la transmisión de los mismos.Las oportunidades tecnológicas comenzaron a partir del 1990. El software avanzado permite a los analistas buscar y recolectar información de bases de datos grandes y complicadas, y representarla gráficamente indicando sus interrelaciones.A partir del 2000, nuevas exigencias y desafíos condujeron al desarrollo moderno de la vigilancia tecnológica, como los mercados de predicción, juegos de realidad alternativa, comunidades online de estimación y la previsión de obsolescencia.

## En qué consiste la vigilancia tecnológica
Es un proceso sistemático y permanente de búsqueda, captación, recolección, análisis y difusión de información pública estratégica en el entorno de la organización así como del seguimiento y análisis del entorno de los competidores. La vigilancia tecnológica, también llamada Inteligencia Tecnológica o Inteligencia Competitiva Tecnológica es una práctica empresarial ya que reúne varias técnicas y modelos analíticos. El motor de búsqueda de la plataforma puede ser automatizado y consiste en una herramienta de rastreo y minado de información digital.
La vigilancia tecnológica englobaría todo tipo de documentación que pueda servir para el análisis y reflexión sobre estrategias de gestión empresarial. Información que engloba desde: 
- Ferias y Eventos.
- Información de Competidores.
- Noticias sobre el sector de actividad de la organización.
- Opiniones sobre el sector de actividad (expertos, usuarios).

- Publicaciones de interés (normativas, patentes, boletines).

## Por qué se hace necesaria la vigilancia tecnológica
En un entorno global cambiante en el que las competencias y el continuo proceso de innovación forman parte del acontecer de las organizaciones se hace necesario para su supervivencia conocer de primera mano todas las actuaciones y alertas que acontecen en el sector de actividad de las entidades.
Los procesos de vigilancia (conocer el entorno propio y competidor, boletines, normativas, patentes) han existido siempre dentro de las estructuras organizacionales, pero actualmente el entorno global de:
- Acelerados cambios.
- La sobreinformación por el gran impacto de las TIC.
- Búsqueda continua de estrategias para la Innovación como clave del futuro.

Hace necesario la adopción de herramientas especializadas en la captura y estructuración documental de información relevante para las empresas.

## Aspectos importantes
Para comenzar, la vigilancia tecnológica trata con las características de la tecnología, como los distintos niveles de desempeño técnico, como la velocidad de un avión militar, la potencia en vartios de un futuro motor de partículas, la exactitud o la precisión de un instrumento de medida, el número de transistores en un chip, entre otros.
Para continuar, la vigilancia tecnológica solamente trata con máquinas útiles, procedimientos o técnicas. Se trata de exluir del ámbito de la vigilancia tecnológica aquellos productos, servicios o técnicas destinadas al lujo o al entretenimiento.
Por último, la viabilidad es un elemento clave en la vigilancia tecnológica. La vigilancia debería de tener en consideración tanto el coste como el nivel de dificultad de la materialización de los propósitos.

## Objetivos y utilidad de la vigilancia tecnológica
El procesamiento de la información permite entender mejor el entorno y reflexionar acerca de la dirección de las estrategias organizacionales. Entre las ayudas que la vigilancia tecnológica puede reportar a las organizaciones están:
- Conocer cambios de las tecnologías y cambios en los mercados próximos a nuestro entorno.
- Reducción de riesgos de toma de decisiones, al conocer mejor donde vamos a posicionarnos con nuestras estrategias.
- Conocer hacia donde avanzar, porque se podrán conocer las nuevas necesidades de nuestros clientes.
- Llevar los esfuerzos organizacionales hacia nuevos terrenos y tendencias clave del avance en todos los aspectos organizativos, innovar hacia procesos productivos, productos, capital humano, etcétera.
- Conocer la competencia, búsqueda de alianzas con nuevos socios o asesoramiento de expertos.
- Evitar el duplicado de trabajo.
- Conocer tecnologías punteras con el fin de conseguir rédito.

Todo este proceso de captura de información bien analizada se convierte en conocimiento para la empresa y su aprovechamiento dentro de la organización en una práctica conocida como Inteligencia Competitiva, que consiste en analizar los factores que influyen en la competitividad de la empresa con el objetivo de generar estrategias competitivas y actuar con éxito en los procesos de generación de Innovación en el entorno global de la Inteligencia Empresarial.
El sistema de vigilancia tecnológica es una herramienta de carácter colaborativo. Es necesario el acceso de todos los miembros a la plataforma para introducir información que puede resultar de interés organizacional, así como para consulta de documentos. Teniendo en cuenta el establecimiento de algunos filtros de acceso a información que serán delimitados por el principal encargado de la organización, esta acción colaborativa puede derivar en una estrategia de gestión del conocimiento creando sentimientos de cohesión y pertenencia de los miembros de la organización que se sentirán actores de las estrategias de gestión de la empresa.

## Conceptos útiles en vigilancia tecnológica
No existe un único tipo de vigilancia. Son numerosos los autores que han aportado al debate definiciones de vigilancia, propuestas de modelos de gestión, instrumentos y experiencias; construyendo un amplio marco teórico de la disciplina. El OVTT aporta la definición de conceptos útiles como:
- Vigilancia estratégica
- Vigilancia activa o monitoring
- Vigilancia pasiva o scanning
- Inteligencia competitiva
- Previsión tecnológica
- Factores críticos de vigilancia (FCV)
- Gestión información
- Prospectiva tecnológica

## Vigilancia estratégica
La vigilancia tecnológica forma parte del proceso de Inteligencia Competitiva o vigilancia estratégica. La vigilancia estratégica es una herramienta para la innovación con el objetivo de recopilar información externa, analizarla y convertirla en conocimiento que se pueda usar posteriormente. Debe ser realizada de forma sistemática para que la organización pueda estar alerta sobre las innovaciones o amenazas nuevas y que así esta aumente su competitividad.
1. Vigilancia tecnológica: información de carácter científico y técnico.
2. Vigilancia competitiva: competidores actuales y/o potenciales.
3. Vigilancia comercial: clientes, proveedores, mercados y mano de obra en el sector.
4. Vigilancia del entorno: legislación, normativa, política, economía, cultura y medioambiente.[7]

### Factores Críticos de Vigilancia
Los Factores Críticos de Vigilancia (FCV) son, según la Norma UNE 166.002, “las cuestiones externas a la organización cuya evolución es crucial para su competitividad: tecnologías emergentes, competidores actuales y potenciales, desarrollo de los mercados y del entorno.” Estos forman parte del ciclo de la Vigilancia Competitiva ya que determinan el objeto del modelo y condicional el perfil que los monitorizará, las herramientas informáticas y las fuentes de información necesarias.

## Ciclo de vigilancia
El ciclo de vigilancia está formado por cuatro fases: 
1. Identificación y captación de datos.
  - Identificación de necesidades y fuentes internas y externas.
  - Búsqueda y análisis de la información, considerando su pertinencia, calidad y fiabilidad.
  - Vigilancia automática.
  - Extracción de información.
2. Selección.
  - Validación de la información recopilada en la fase anterior.
  - Almacenamiento.
  - Estructuración y síntesis de datos.
3. Análisis y síntesis de los datos.
4. Difusión de la información.
  - Análisis por expertos.
  - Utilización por gestores.
  - Visualización. [10]

## Métodos
Métodos y herramientas de vigilancia tecnológica habitualmente utilizados incluyen la Ley de Moore, la Ley de Write y la Ley de Goddard, las cuales generan evaluaciones cuantitativas para el progreso tecnológico, el Método Delphi, pronóstico por analogía, curvas de crecimiento y extrapolación entre otras. Métodos normativos de pronósticos tecnológicos — cómo árboles de relevancia, modelos morfológicos y diagramas de flujo de misión  — son habitualmente usados. 
El Método Delphi se utiliza mucho en las previsiones tecnológicas por su flexibilidad y comodidad. Sin embargo, el requisito de llegar a un consenso es una posible desventaja del método Delphi. La extrapolación puede funcionar bien con suficientes datos históricos efectivos. Analizando los datos del pasado, el pronosticador amplía la tendencia de desarrollo pasada para extrapolar resultados significativos en el futuro.
Varios métodos de previsión tecnológica basan su predicción en la interacción entre mercados y tecnologías.  Mientras que el progreso tecnológico permite a las empresas lanzar productos mejorados o nuevos, el mercado potencial proporciona los incentivos para invertir en I+D y el éxito del mercado proporciona la financiación para seguir investigando. 

### Combinación de pronósticos
El estudio de pronósticos pasados han mostrado que una de las razones más frecuentas por las que un pronóstico es erróneo se debe a que el encargado de dicho pronóstico ignora campos relacionados. Un determinado enfoque técnico puede no alcanzar el nivel de capacidad previsto para él, porque ha sido reemplazada por otro enfoque técnico que ha sido ignorado.
Otro problema es la inconsistencia entre pronósticos. Esta inconsistencia entre pronósticos se puede deber a las diferentes localizaciones y tiempos utilizados en experimentos controlados. Normalmente produce resultados inconsistentes y poco fiables, lo cual lleva a percepciones incorrectas y predicciones erróneas.
Debido a estos problemas, habitualmente es necesario combinar los pronósticos de diferentes tipos de tecnologías. Además, usar más de un tipo de método de pronóstico suele dar una percepción más acertada de los procesos en cuestión, responsables del crecimiento de la tecnología que se prevé. Combinar pronósticos puede reducir errores, comparando con la utilización de uno sólo. En el caso de que una investigación encuentre problemas encontrando un método de pronóstico, combinar métodos es siempre la mejor solución.

### IA en vigilancia tecnológica
La IA está comenzando a tener una adopción generalizada en todas las industrias, incluyendo también la vigilancia tecnológica. Un ejemplo de ello es el método AI-powered desarrollado por Focus (empresa, con sede en Róterdam, Países Bajos), la cual utiliza información accesible para estimar la rapidez con la que las tecnologías emergentes van a desarrollarse.
El método aprovecha el aprendizaje automático para escanear tecnologías existentes en áreas específicas, filtra las irrelevantes basándose en el contexto del usuario, y finalmente estima las velocidades de crecimiento para cada tecnología, basándose en los indicadores ocultos en la información. La metodología que está detrás de este método está basada en investigación científica y fue desarrollada en colaboración con el Instituto de Tecnología de Massachusetts, conocido internacionalmente como MIT.